# SV Hemelingen
SV Hemelingen is een Duitse voetbalclub uit het Bremer stadsdeel Hemelingen. De club werd opgericht in 1945.

## Geschiedenis
De oudste stamvereniging van het huidige SV Hemelingen is het in 1858 opgerichte MTV Hemelingen, die op 16 juni 1928 met MTV Jahn Hastedt-Hemelingen tot Turnvereinigung Hemelingen fuseerde. De voetbalwortels zijn te zoeken bij het in 1904 opgerichte FC Pfeil Hemelingen, die vijf jaar later met FC Freundschaft Hemelingen en Sebaldsbrücker BV tot Sportklub Hemelingen 09 fuseerde. Daaruit ontstond op 7 augustus 1926 SC Hemelingen 09 en op 5 november 1927 SC Grün-Weiß Bremen, die op 3 januari 1928 opgeheven werd. De leden sloten zich aan bij het op 1 februari 1928 opgerichte Sportfreunden Hemelingen. Op 20 maart 1937 kwam het tot een fusie met de sportafdeling van Martin Brinkmann AG onder de naam VfL Hemelingen. Na de Tweede Wereldoorlog fusioneerde VfL op 15 november 1945 met de Turnvereinigung Hemelingen, de Schwimmverein Triton Hemelingen, de Sportverein Hemelingen, de Radfahrverein Hemelingen en de Pyramiden-, Akrobaten- und Athleten-Klub Victoria Hemelingen tot de huidige Sportvereinigung Hemelingen.
In 1922 bereikten de voetballers voor het eerst de hoogste afdeling met promotie naar de  Westkreisliga , waar de ploeg vooral vocht tegen degradatie. In 1927 redden de Hemelinger zichzelf na een 7-1 overwinning in de play-off tegen VfL Rüstringen. Na de reorganisatie van de hoogste divisie in 1928 verdween de club in de lagere divisies. Na de oorlog behoorde de club in het seizoen 1946/47 tot de  Oberliga Niedersachsen-Nord , maar miste op een haar na de kwalificatie voor Oberliga Nord. In de  Landesliga Bremen  won SVH in 1949 het kampioenschap van Bremen. In de promotieronde kon het team slechts één (3-1) overwinning tegen VfB Oldenburg vieren. SVH won de Bremen Cup in 1951 en 1952. In 1954 kwalificeerde het team zich als tweede voor het Duits voetbal-amateurkampioenschap. SVH stond onderaan in de groep, maar speelde bij de 3-7 nederlaag bij Hertha BSC voor 35.000 toeschouwers.
Na een tussentijdse degradatie in seizoen 1959/60 werden de Hemelinger in 1962 tweede in de 1. Amateurliga Bremen. Kampioenen Werder Bremen-amateurs mocht niet deelnemen aan de promotieronde naar de Oberliga Nord, waardoor SVH mocht deelnemen maar geen promotie bereikte. In het seizoen 1966/67 verliet SV Hemelingen een jaar lang de Bremer amateurtop. In 1969 bereikte SVH de promotieronde naar de Regionalliga Nord omdat het hoger geëindigde Bremerhaven 93 en Werder Bremen-amateurs niet mochten deelnemen. Ondanks een 2-0 openingszege op VfB Kiel, reikte SVH niet verder dan de 3e plaats. Vanaf de jaren 70 werd SV Hemelingen een heen en weer-team, dat meestal maar een jaar of twee in het hogerhuis van Bremen kon blijven. In de jaren 90 pendelden ze tussen de Landesliga en de Verbandsliga, waarna de club in het begin van de nieuwe eeuw langere tijd doorbracht in de Bezirksliga.

## Eindklasseringen vanaf 2002
| Seizoen | Competitie                | Niveau | Eindstand | DFB Pokal | Opmerking |
| ------- | ------------------------- | ------ | --------- | --------- | --- |
| 2001/02 | Landesliga Bremen         | VI     | 13        | --        | |
| 2002/03 | Landesliga Bremen         | VI     | 15        | --        | |
| 2003/04 | Bezirksliga Bremen        | VII    | 14        | --        | |
| 2004/05 | 1. Kreisliga Bremen-Stadt | VIII   | 4         | --        | |
| 2005/06 | Bezirksliga Bremen        | VII    | 10        | --        | |
| 2006/07 | Bezirksliga Bremen        | VII    | 2         | --        | |
| 2007/08 | Landesliga Bremen         | VI     | 9         | --        | |
| 2008/09 | Landesliga Bremen         | VI     | 7         | --        | |
| 2009/10 | Landesliga Bremen         | VI     | 14        | --        | |
| 2010/11 | Bezirksliga Bremen        | VII    | 12        | --        | |
| 2011/12 | Bezirksliga Bremen        | VII    | 8         | --        | |
| 2012/13 | Bezirksliga Bremen        | VII    | 10        | --        | |
| 2013/14 | Bezirksliga Bremen        | VII    | 6         | --        | |
| 2014/15 | Bezirksliga Bremen        | VII    | 2         | --        | |
| 2015/16 | Landesliga Bremen         | VI     | 4         | --        | |
| 2016/17 | Landesliga Bremen         | VI     | 9         | --        | |
| 2017/18 | Landesliga Bremen         | VI     | 5         | --        | |
| 2018/19 | Landesliga Bremen         | VI     | 1         | --        | |
| 2019/20 | Bremen-Liga               | V      | 6         | --        | competitie afgebroken i.v.m. coronapandemie                                                                  |
| 2020/21 | Bremen-Liga               | V      | --        | --        | Competitie afgebroken i.v.m. coronapandemie. Er wordt geen stand opgemaakt.                                  |
| 2021/22 | Bremen-Liga               | V      | 7         | --        | |
| 2022/23 | Bremen-Liga               | V      | 2         | --        | Ligatopscorer: Diyar Kücük (32)                                                                              |
| 2023/24 | Bremen-Liga               | V      | 2         | --        | Finalist Bremer Pokal > Bremer SV 1-3                                                                        |
| 2024/25 | Bremen-Liga               | V      | 1         | --        | Winnaar Bremer Pokal > Bremer SV 1-0; 4e in Promotiegroep met FSV Schöningen, Altonaer FC 1893 en Heider SV. |
| 2025/26 | Bremen-Liga               | V      | .         | 1e ronde  | > VfL Wolfsburg: 0-9                                                                                         |

SG Aumund-Vegesack ·
Blumenthaler SV ·
BTS Neustadt ·
FC Union 60 Bremen ·
OSC Bremerhaven ·
Brinkumer SV ·
TV Eiche Horn ·
ESC Geestemünde ·
Habenhauser FV ·
SV Hemelingen ·
Leher TS ·
FC Oberneuland ·
Vatan Spor Bremen ·
Werder Bremen III ·
ATSV Sebaldsbrück ·
TS Woltmershausen